# 神田坤六
神田 坤六（かんだ こんろく、1908年〈明治41年〉12月10日 - 2005年〈平成17年〉5月20日）は、元群馬県知事。海軍司政官。

## 経歴

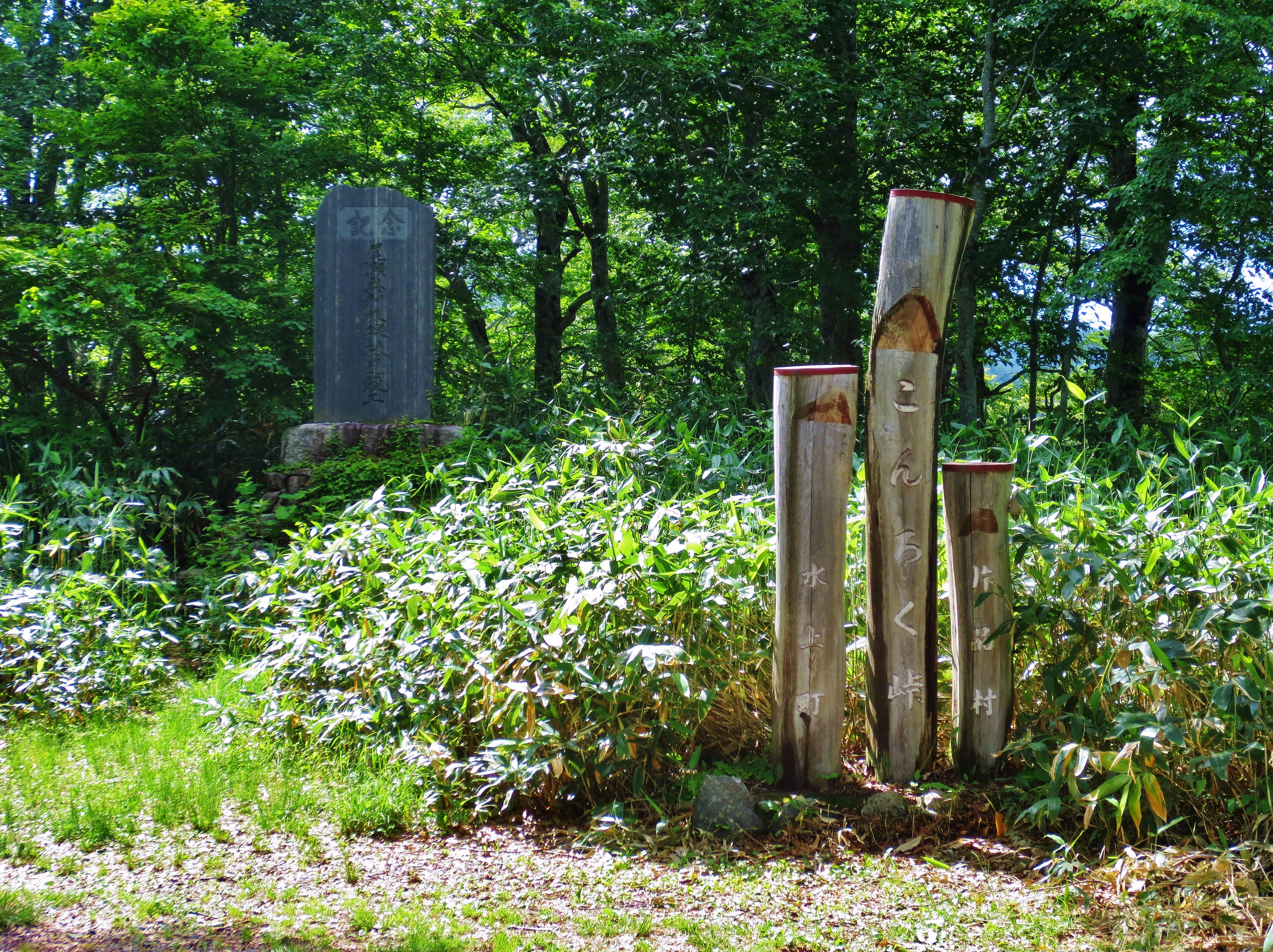
坤六峠（群馬県利根郡みなかみ町・片品村境）

1908年（明治41年）12月10日、新潟県中蒲原郡横越村（現・新潟市）出身。新潟県立新潟中学校、官立新潟高等学校を経て東京帝国大学法学部に進み、在学中に高等試験行政科に合格。卒業後は静岡県庁勤務を皮切りに内務省官僚として地方行政に携わった。戦後は鹿児島県経済部長を勤めた後、群馬県教育民生部長に就いたことから群馬県との関わりを持つこととなった。その後総務部長等を経て竹腰俊蔵知事のもとで群馬県副知事就任。竹腰知事の後任として1960年（昭和35年）の群馬県知事選挙に出馬し当選。4期16年間の任期を務める。
知事としては水源県首長の立場から河川法案への反対意見を表明し、結果的に同法は大幅な修正を経て成立することなった。紅葉の名所として知られる坤六峠は神田坤六の道路開通への尽力から名付けられた。関越自動車道や上武道路など、現在の県内交通網の基礎作りに尽力し、「道路知事」と言われた。また、八ッ場ダム建設計画に際して、「水源地域対策特別措置法」制定を求め、その後の国のダム行政に影響を与えた。群馬県文学賞を新設、群馬の森開園、群馬県立近代美術館開館など文教政策における実績も残した。
知事退任後は群馬テレビ取締役会長などを務めた。2005年（平成17年）5月20日、老衰のため96歳で死去。長男・国一は三菱重工業に勤め、F-2戦闘機の設計に携わった。

## 年譜
- 1908年12月10日 - 新潟県中蒲原郡横越村に生まれる[3]。
- 1933年10月13日 - 高等試験行政科に合格[3]。
- 1934年 - 東京帝国大学法学部法律学科卒業、静岡県庁配属[3][2]。
- 1937年 - 高等官七等、島根県勤務[3]。従七位[3]。
- 1938年 - 経済部企画課長[3]。
- 1939年 - 経済部農務課長兼務。高等官六等[3]。
- 1940年 - 岡山県農務課長[2]。
- 1942年 - 南西方面艦隊司令部附、ボルネオ民政部経済部調整課長[3][2]。
- 1945年 - 都市計画大阪地方委員会勤務、大阪府内政部教学課長[3]。
- 1946年 - 鹿児島県経済部長[2]。
- 1947年 - 群馬県教育民生部長[3][2]。
- 1956年9月 - 群馬県副知事[7]。
- 1960年8月2日 - 群馬県知事[8]。
- 1979年 - 勲二等旭日重光章[2]。